# 石田喜久夫
石田 喜久夫（いしだ きくお、1928年7月11日 - 2001年6月30日）は、日本の法学者。専門は民法。学位は、法学博士（神戸大学・論文博士・1980年）。神戸大学名誉教授、京都学園大学名誉教授。京都市出身。

## 来歴
1948年第三高等学校文科乙類卒業。1951年大阪大学法経学部卒業。同法経学部助手。1956年大阪大学法学部専任講師。1961年大阪市立大学経済学部助教授。1968年大阪市立大学経済学部教授。1969年神戸大学法学部教授。1975年神戸大学評議員。1980年神戸大学より法学博士の学位を取得。
 1990年経済企画庁消費者保護功労者表彰。1991年3月31日神戸大学定年退官。同名誉教授。京都学園大学法学部教授。1998年京都学園大学定年退職。同名誉教授。

## 研究領域
専門は民法全般。消費者契約法や法社会学にも造詣が深い。特に、物権法を研究。研究者では、数少ない不動産登記法・譲渡担保・供託法の第一人者でも知られた。この他に、自然債務論や不動産登記法に関わりの深い司法書士の職域も研究した。

## 学説
- 集合動産譲渡担保は、当事者間における債権契約とすべきとし、債権契約に第三者効を認めることになるから妥当ではないとする[5]。
- 現行判例と同様に、袋地の囲繞地通行権に関し、民法第213条2項を制限せずに適用でき、特定承継が生じても、無償通行の権利・負担は特定承継人に及ぶとすべきとしている[6]。
- 即時取得と登記につき、石田は民法第177条を登記に公信力を認めたとする説に立ちつつ、無条件に認めるのではなく、権利者が自己の意思に基づいて他人名義のままにしていたのであれば、時効完成を知らないとはいえず、公信力は認められず時効取得もできないとする[7]。

## 主な著書
- 谷口知平と共著『市民のための法律相談』（有斐閣、1971年 有斐閣選書）
- 高橋三知雄と共著『民法総則講義』（玄文社、1971年）
- 篠塚昭次編『不動産登記法講義』（青林書院新社、1972年 青林講義シリーズ）
- 甲斐道太郎と共編『民法30講』（法律文化社、1972年）
- 林良平と共編『不動産登記の基礎』（青林書院新社、1976年 礎法律学大系実用編）
- 『物権法』（日本評論社、1977年）
- 大沢正男と共著『不動産法入門』（青林書院新社、1978年）
- 『物権変動論』（有斐閣、1979年）
- 『民法研究』（成文堂、1980年-1996年）
- 『現代の契約法』（日本評論社、1982年）
- 『不動産登記法の論点』（編著、有斐閣、1985年　有斐閣新書）
- 『口述民法総則』（成文堂、1986年 口述法律学シリーズ）
- 『民法学の内と外』（成文堂、1991年）
- 甲斐道太郎と共編『借地借家法』（青林書院、1996年）
- 『消費者民法のすすめ』（法律文化社、1998年）